# Emiel Vermeulen
Emiel Vermeulen (Dordrecht, 16 de febrer de 1993) és un ciclista belga que competeix professionalment des del 2014. Actualment milita a l'equip Xelliss-Roubaix Lille Métropole.

## Palmarès
- 2015
  - Campió de Flandes Occidental sub-23
- 2019
  - 1r al Gran Premi de la vila de Nogent-sur-Oise
- 2021
  - 1r al Gran Premi de la vila de Pérenchies